# بالیز لاس وگاس
هتل و کازینوی بَلیز (به انگلیسی: Bally's Las Vegas) نام یک هتل و کازینوی مجلل در شهر لاس وگاس در آمریکا است.
این هتل توسط کرک کرکوریان - مالک وقت شرکت MGM- تحت عنوان ام جی ام گرند ساخته شد و در آن زمان، بزرگترین هتل جهان لقب گرفت. این هتل در سال ۱۹۸۰ دچار آتش‌سوزی مهیبی شد و دست کم ۳۲ نفر در آن جان باختند. اما با مدیریت خوب کرکوریان، پس از هشت ماه مجدداً هتل احیا شد و به وضعیت کاربری برگشت. در این زمان، هتل به شرکت Caesars فروخته شد و پس از اعمال تغییرات در سیستم و مدیریت و ظاهر هتل، این مکان Bally's نام گرفت. البته برج شرقی آن در همان زمان آتشسوزی ساخته شده بود ولی نیمه کاره بود. سپس هتل MGM گرند به محل کنونی خود منتقل شد و مجدداً بزرگترین هتل دنیا از لحاظ اندازه و تعداد اتاق نام گرفت.